# Морозов, Иван Семёнович
Иван Семёнович Морозов — советский хозяйственный, государственный и политический деятель, Герой Социалистического Труда.

## Биография
Родился в 1901 году в Московской губернии. Член КПСС.
С 1920 года — на хозяйственной, общественной и политической работе. В 1920—1956 гг. — крестьянин, колхозник, председатель колхоза имени 12-й годовщины Октября Ухтомского района Московской области.
Работниками колхоза имени 12-й годовщины Октября было собрано и внесено 500 тысяч рублей сбережений на постройку танковой колонны «Московский колхозник», 20 тысяч из которых внёс председатель.
Указом Президиума Верховного Совета СССР от 25 сентября 1948 года присвоено звание Героя Социалистического Труда с вручением ордена Ленина и золотой медали «Серп и Молот».
Умер в Люберецком районе в 1962 году.